# National Portrait Gallery (Londyn)
National Portrait Gallery (Narodowa Galeria Portretów) – muzeum sztuki w Londynie otwarte w 1856 roku.
Muzeum jest w posiadaniu licznych portretów znanych Brytyjczyków. W swoich zbiorach zawiera, skatalogowany z numerem 1, portret z Chandos, najbardziej znany wizerunek Williama Shakespeare’a.
Nie wszystkie eksponaty mają dużą wartość artystyczną – są jednak i unikatowe dzieła, jak autoportrety Williama Hogartha. Oprócz obrazów znajdują się tam fotografie, rzeźby, karykatury i szkice.
Do obecnego budynku, zbudowanego w stylu neorenesansowym, galeria przeniosła się w 1896. Od tamtego czasu był on dwukrotnie powiększany, w 1933 i 2000. Oprócz galerii portretów w budynku eksponowana jest zmienna wystawa sztuki współczesnej.
Rocznie galerię tę odwiedza około 1 500 000 turystów.